# Sanctuaire Notre-Dame-de-la-Paix de La Paz
Pour les articles homonymes, voir sanctuaire Notre-Dame-de-la-Paix.
Le sanctuaire Notre-Dame-de-la-Paix de La Paz est un lieu de pèlerinage catholique situé dans la grotte de Rumichaca (ou grotte de la Paix, en espagnol : gruta de la Paz) à La Paz (de) en Équateur, auquel l’Église catholique donne le statut de sanctuaire national. Il est rattaché au diocèse de Tulcán.

## Historique
Une statue en bois de la Vierge en Reine de la Paix est installée en décembre 1915 dans une grotte naturelle, et une première messe est célébrée. L’année suivante, la statue est remplacée par une seconde. Le sanctuaire est déclaré d’importance[précision nécessaire] le 27 mai 1953, avant la publication par le Vatican de la définition de « sanctuaire ».
Le 26 juin 1975, l’assemblée plénière de la Conférence épiscopale équatorienne, réunie à Quito, déclare la grotte comme sanctuaire national. En juin 1977, la grotte est déclarée « lieu d’intérêt touristique » par la direction nationale du Tourisme de l’Équateur.

## Situation
Le sanctuaire est situé dans la grotte de Rumichaca (ou grotte de la Paix), à 4 kilomètres du centre de la paroisse civile de La Paz (de), et à 13 kilomètres au sud-est de San Gabriel (es), le chef-lieu du canton de Montúfar. Il est situé dans la vallée de la rivière Apaquí.

## Description
La grotte de Rumichaca est une cavité creusée par la rivière Apaquí. Elle est emplie de stalactites et stalagmites de couleurs variées. Des bancs en bois sont installés face à la statue de la Vierge, posée au-dessus d’un autel. On trouve un grand nombre d’ex-votos.

## Festivités
En juillet chaque année, des festivités sont organisées en l’honneur de la Vierge. Des messes sont données dans la grotte, puis la statue est déplacée dans plusieurs églises du canton de Montúfar ; elle revient dans une procession depuis l’église de San Gabriel (es).
Les fidèles viennent de tout l’Équateur et du sud de la Colombie.